# Punctabyssia tibbetsi
Punctabyssia tibbetsi is een slakkensoort uit de familie van de Pseudococculinidae. De wetenschappelijke naam van de soort is voor het eerst geldig gepubliceerd in 1991 door McLean.